# حصن الزهر (إشبيلية)

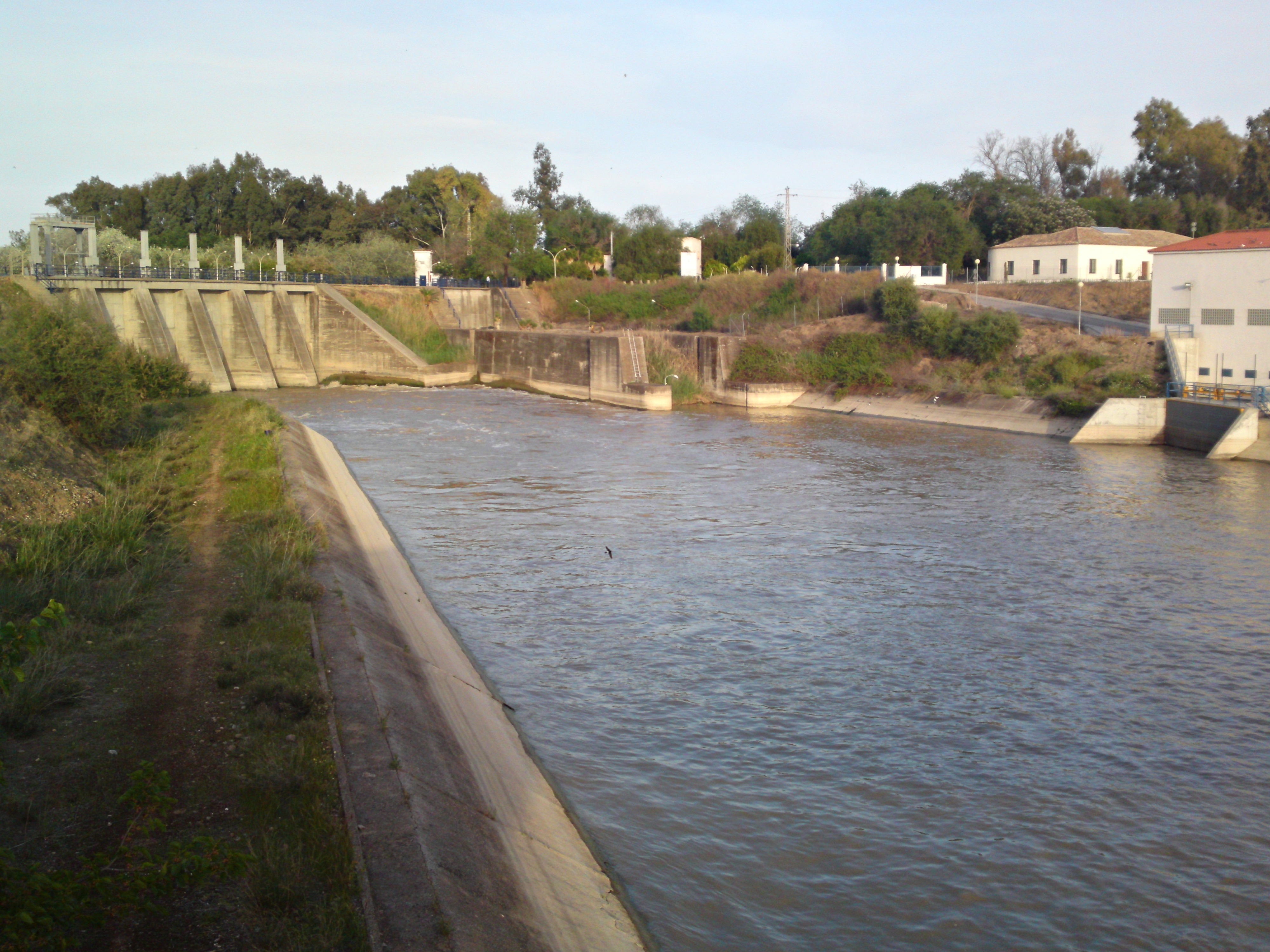
حصن الزهر

حصن الزهر هي بلدية في مقاطعة إشبيلية بإسبانيا.